# Интерсекционалност
Интерсекционалност представља својство људскога идентитета да се састоји од међусобно повезаних различитих димензија, нивоа и аспеката. Термин је произашао из социолошке теорије интерсекционалности, која дискриминацију анализира као сложен систем у коме су различити облици дискриминације засновани на различитим категоријама идентитета (рода, пола, расе, класе, сексуалне оријентације). Ови идентитети су међусобно повезани и утичу једни на друге, те се и у разматрањима дискриминације морају сагледавати скупа. Иако је осмишљена као приступ анализи родне дискриминације, она се данас користи у различитим контекстима и није нужно феминистички оријентисана.

## Историја
Афроамеричкој правници Kимберли Kреншо се приписује ковање термина „интерсекционалности” 1989. описујући тиме како амерички судски систем није успео да схвати сложену дискриминацију коју црне жене доживљавају на радном месту. У свом чланку „Демаргинализација интерсекције расе и пола: Црна феминистичка критика антидискриминационе доктрине, феминистичке теорије и антирасистичке политике”, Kреншо анализира неколико судских случајева у којима је суд у обзир узео или оптужбе за сексуалну дискриминацију или расну дискриминацију на радном месту, одбијајући да прихвати како црне жене трпе сложену дискриминацију, не само као жене или само као црнци, већ као црне жене. Интерсекционалност дефинише као мултидимензионалност животног искуства маргинализованог
субјекта.
Лесли Мекол и друге феминисткиње, тврдиле би да је интерсекционалност „најзначајнији теоријски допринос који су женске студије, заједно са сродним областима, до сада направиле”. Епистемолошки, интерсекционалност се може описати као развој феминистичке теорије стајалишта, која тврди, на нешто различит начин, да је од виталног значаја објаснити социјално позиционирање друштвених актера и довести у питање „обману виђења свега ни од куда”, као покриће и као легитимизацију хегемонијског маскулиног „позитивистичког” позиционирања.